# TAPI
El Gasoducto Turkmenistán-Afganistán-Pakistán-India TAPI, o también conocido como gasoducto Trans-Afganistán es una conducción de gas natural que está siendo desarrollado por el Banco Asiático de Desarrollo. El gasoducto transportará gas natural del mar Caspio de Turkmenistán a través de Afganistán a Pakistán y luego a la India. La construcción del proyecto comenzó en Turkmenistán el 13 de diciembre de 2015. Se espera que el gasoducto entre en funcionamiento en el año 2019. La abreviatura TAPI proviene de las primeras letras de esos países. Los defensores del proyecto lo ven como una continuación moderna de la ruta de la seda.

## Historia
Las raíces de esta proyecto nace en la participación de las compañías petroleras internacionales en Kazajistán y Turkmenistán a partir de la década de 1990. Como Rusia, quien controló todas las tuberías de exportación de estos países hasta los 90, se niega sistemáticamente a permitir el uso de su red de ductos, estas empresas necesitan una vía independiente de exportación evitando Irán y Rusia.
El proyecto original se inició el 15 de marzo de 1995, cuando se firmó un memorando de entendimiento inaugural entre los gobiernos de Turkmenistán y Pakistán para un proyecto de oleoducto. Este proyecto fue promovido por la empresa argentina Bridas Corporation. La empresa Unocal de los EE. UU., en conjunto con la compañía petrolera saudita Delta, creando un proyecto alternativo sin la participación Bridas Corporation. El 21 de octubre de 1995, estas dos empresas firmaron un acuerdo por separado con el presidente de Turkmenistán, Saparmurat Niyazov. En agosto de 1996, se forma el consorcio Gas Centralizado de Asia Central Ltd. (CentGas) para la construcción de un oleoducto, liderado por Unocal. El 27 de octubre de 1997, CentGas fue incorporada en ceremonias formal en Asjabad, Turkmenistán, por varias compañías petroleras internacionales, junto al Gobierno de Turkmenistán. Como el gasoducto había de pasar a través de Afganistán, fue necesario negociar con los talibanes. El embajador estadounidense en Pakistán, Robert Oakley, es contratado por CentGas en 1997. En enero de 1998, los talibanes, seleccionan a CentGas sobre el competidor argentino Bridas Corporation, y firmaron un acuerdo que permitió que el proyecto propuesto si iniciara.
En junio de 1998, Gazprom de Rusia renunció a su participación del 10% en el proyecto. El 7 de agosto de 1998, fueron bombardeadas las embajadas estadounidenses en Nairobi y Dar es Salaam. Los EE. UU. alegaron que Osama bin Laden estaba detrás de esos ataques, y todas las negociaciones de gasoductos se detuvieron, para el entonces líder de los talibanes, el mulá Mohammad Omar, anunció que Bin Laden tenía el apoyo de los talibanes. Unocal se retiró del consorcio el 8 de diciembre de 1998, y poco después cerró sus oficinas en Afganistán y Pakistán.
Después de los Atentados del 11 de septiembre de 2001 algunas personas creen que estos intereses fueron la posible causa de los ataques en Nueva York, incluida la justificación de la invasiones a Afganistán, y los intereses geoestratégicos en la zona, como el proyecto "Gasoducto Trans-Afganistán". 
El nuevo acuerdo sobre el oleoducto fue firmado el 27 de diciembre de 2002 por los líderes de Turkmenistán, Afganistán y Pakistán. En 2005, el Banco Asiático de Desarrollo presentó la versión final de un estudio de viabilidad diseñado por la compañía británica Penspen. El proyecto ha atraído un fuerte apoyo de Estados Unidos ya que permitiría a las repúblicas de Asia Central exportar energía a los mercados occidentales "sin depender de rutas rusas". 
El entonces embajador de Estados Unidos a Turkmenistán Ann Jacobsen señaló que: "Estamos seriamente interesados en el proyecto, y es muy posible que empresas estadounidenses se unan al mismo". Debido a la creciente inestabilidad, el proyecto se estanca. Se suponía que la construcción de la parte de Turkmenistán comenzaría en 2006, pero la viabilidad general del proyecto es cuestionable ya que la parte sur en el sur afgano atraviesa territorios que siguen bajo el control de facto de los talibanes.
El 24 de abril de 2008, Pakistán, India y Afganistán firmaron un acuerdo marco para comprar gas natural de Turkmenistán. El acuerdo intergubernamental sobre el gasoducto se firmó el 11 de diciembre de 2010 en Asjabad. Sin embargo, en abril de 2012, la India y Afganistán no logran ponerse de acuerdo sobre el precio de tránsito para el gas que pasa a través de territorio afgano. En consecuencia, Islamabad y Nueva Delhi también no pudieron ponerse de acuerdo sobre la tarifa de tránsito para el segmento de la tubería que pasa a través de Pakistán, que ha vinculado su estructura de comisiones a acuerdo entre India y Afganistán. El 16 de mayo de 2012, el Parlamento afgano, aprobado el acuerdo sobre un gasoducto y el día después, el Gabinete indio permitido a la empresa estatal GAIL a firmar la venta de gas y Contrato de Compra de gas a Turkmengaz (GSPA), la compañía petrolera nacional de Turkmenistán.
La construcción del proyecto comenzó en Turkmenistán el 13 de diciembre de 2015.

## Características técnicas
La tubería será de 1.420 milímetros (56 pulgadas) de diámetro con una presión de trabajo de 100 atmósferas estándar (10.000 kPa). La capacidad será de 33 mil millones de metros cúbicos de gas natural por año de los cuales 14 mil millones de metros cúbicos serán proporcionados a Afganistán y 38 mil millones de metros cúbicos a cada uno de Pakistán y la India. Seis estaciones de compresión se construirían a lo largo de la tubería se esperaba que el gasoducto entre en funcionamiento para el año 2019.
Originalmente, el costo del proyecto de oleoducto fue presuntamente estima en US$ 7,6 mil millones, pero una estimación más reciente fue de $ 10 mil millones. El Banco Asiático de Desarrollo ha jugado un papel de liderazgo en la coordinación y facilitar el proceso de negociación TAPI. 
El proyecto se espera que esté terminado en diciembre de 2018. El socio líder del proyecto es Turkmengaz.

## Ruta
Los 1.814 kilómetros de tuberías se extenderá desde los campos de gas de Turkmenistán a través de Afganistán y Pakistán a la India. Se inicia desde el campo de gas Galkynysh. En Afganistán, el gasoducto  TAPI se construirá junto a la carretera Kandahar-Herat, en el oeste de Afganistán, y luego a través de Quetta y Multan en Pakistán. El destino final de la tubería será el ciudad india de Fazilka, cerca de la frontera entre Pakistán y la India.